# Peter Butkovič
Peter Butkovič, psevdonim Domen,  slovenski duhovnik, ugankar, pisatelj, prevajalec, urednik in ilustrator, * 22. februar 1888, zaselek Škrlje, Sovodnje ob Soči, † 27. februar 1953, Sovodnje ob Soči.

## Življenje
Oče Andrej, mati Karlina Belinger iz Števerjana. V osnovno šolo in gimnazijo je hodil v 6 km oddaljeno Gorico, nekaj časa pa je tam tudi stanoval. Njegova sošolca sta bila Joža Lovrenčič in Andrej Budal. Maturiral je leta 1910, že pred tem mu je umrl oče, tovarniški delavec. Bogoslovje je študiral v Gorici 1910–13, prvo službo kaplana je dobil v Kamnjah v Vipavski dolini 1914–16, 1916–22 je služboval v Lokovcu in na Lokvah nad Čepovanom, 1922–30 v Zgoniku na Krasu in od 1931 do smrti kot župnik v rodnih Sovodnjah, kjer je pokopan.
V gimnaziji je bil organizator literarnega življenja, pobudnik in urednik prepovedanih in neohranjenih dijaških glasil in pisec vanje, prvič so ga tiskali v časopisu Gorica 1905. V zadnjem razredu gimnazije je ustanovil literarni krožek za učiteljiščnice, v semenišču pa 1910 dijaški časopis Alfa, ki je živel samo eno leto. V tem času je bil tajnik bogoslovne Akademije sv. Karola. 1924 je bil med člani razširjenega odbora goriške Mohorjeve družbe, od 1927 pa je urejal goriški »verski listič za otroke« Jaselce. Objavljal je pod psevdonimi Domen (ime si je sposodil pri svojem patronu sv. Petru Damianiju, s katerim si delita isti mesec rojstva in smrti in celo enako starost 65 let ob smrti), Domen Otilijev, D. O., D., po prvi svetovni vojni pa Grušenjka.
Po Petru Butkoviču se imenuje osnovna šola v Sovodnjah, kjer je leta 1943 organiziral ljudsko šolo s petimi razredi (tam stoji njegovo marmornato poprsje kiparja Negovana Nemca), ugankarsko društvo Domen v Trebnjem, časopisa Ugankarski domenek (1987–93) in Ugankarjev domenek (1993-) ter ugankarska zbirka Domenek (1990–98).

## Leposlovje
Objavil je 40 pesmi z versko, vojno in pokrajinsko motiviko, težišče njegovega leposlovnega delovanja pa je v kratki pripovedni prozi, vsega blizu 30 besedil. Pred posvetitvijo v duhovnika je med letoma 1908 in 1913 objavljal v ljubljanskih katoliških dijaških časopisih Mentor in Zora (literarna priloga Prvi cveti), v Domu in svetu in v goriškem Novem času. Ponovno je stopil na literarno sceno po prvi svetovni vojni in pisal za goriške katoliške prosvetne časopise Goriška straža, Mladika, Rast in Naš čolnič, zlasti med 1924 in 1926.

### Kratka proza
Kratke pripovedi zaznamujeta dva avtobiografska travmatična temelja: zelo močna navezanost na mater in odločitev za duhovniški poklic. V materinskih črticah je opazen motiv oblastne ali indiferentne matere in motiv smrti, ki poseže v razmerje mati–sin: sinček umre na grobu svoje matere, mati umre na poštnem vozu, vračajoča se od pogreba sina študenta. Glavna oseba je najraje duhovnik. Prvoosebne pripovedi z motivom razbite družine vzbujajo radovednost glede avtobiografskih razlogov, ki pa zaradi zamolčane motivacije konfliktnih razmerij mati–hči ali sestra–brat ni potešena. Manj težavna je navezava motiva matere na božjo mater. 
Dve daljši črtici imata zgodovinsko snov. Biblična Spokornik izhaja iz vprašanja, ali je dovoljeno ubijati v samoobrambi oz. ali je dovoljen pravični upor, Izza reformacije pa govori o semeniščniku, ki postane Trubarjev spremljevalec, vendar ga ljubezen do staroverskih staršev in neprimerno obnašanje novih tovarišev odvrneta od protestantizma. Lokacija v Vipavsko dolino in motiv verskega odpadništva spominjata na Andreja Budala, ki pa je podobna besedila pisal pozneje.
Vprašanje vere prežema domala vse Butkovičeve kratke pripovedi, v glavnem v obliki samospraševanja, ali je vera duhovnika dovolj močna, da se bo odpovedal posvetnim nagnjenjem, in odgovora, da ljubezen do boga ne izključuje drugih ljubezni, zlasti ljubezen do matere ne. Dileme med materinsko ljubeznijo, ki vodi sina v duhovski poklic, in erotično ljubeznijo se je dotaknil v črtici Njegova povest. 
Kmečke črtice prežema pokrajinska tipika Krasa. Idila Ob akacijah govori o ljubezni revnega fanta in gruntarske hčere in ima edina srečen zaključek. Vzporedno se dogaja spopad med liberalskim županom in župnikom, ki se konča z liberalčevim kesanjem, potem ko se mu je sin popolnoma spridil. V povesti O treh kmetijah je bogati župan in krčmar negativna oseba, na nasprotni strani pa so revni in pošteni vaščani z župnikom na čelu. Revežem se zgodi krivica: morajo se izseliti ali v sveti jezi naredijo usodni napačni korak. 
Dve črtici sta na temo literarnega ustvarjanja. Majev spomin je kratek program katoliške literature, ki naj motive črpa iz svetega pisma. Brez katoliške nazorske osnove bi bil maj samo simbol pomladi, tako pa asociira tudi na kraljico majnika, božjo mater Marijo. Črtica Vstvarjanje na komičen način govori o neskladju med avtorsko intenco in uredniško politiko. 
V izrazu so Butkovičeve kratke pripovedi ambiciozno modernistično fragmentarne in razčustvovane, v sporočilu pa tendenčne, npr. kadar se junak, ki niha med svetom in domom, nazadnje odloči za dom ali kadar se življenje brezverca izteče žalostno, usoda njegovega vrstnika, ki sledi božjemu klicu, pa srečno. Oblikovno spominjajo včasih na Leo Fatur, včasih na Ksaverja Meška. Hitra preklapljanja med časom glavnega dogajanja in spominskimi retrospektivami so izvedena neprofesionalno, včasih je tudi težko razbrati, kateri osebi pripada replika v dialogu. Kot priložnostni pisatelj je dogajanje rad umeščal v čas praznikov in objavljal v velikonočni ali božični prilogi časopisov. 

## Prevodi in ilustracije
Peter Butkovič je bil poliglot in je prevajal iz angleščine, nemščine in italijanščine in tudi iz češčine, francoščine, finščine, grščine, nizozemščine, poljščine, ruščine, španščine in švedščine. V knjižni obliki so pri popularnih založbah izšli prevodi oz. priredbe angleškega romana neznanega avtorja Ljubezen in sovraštvo (Gorica: Sigma, 1931) in med drugo svetovno vojno v zbirki Slovenčeva knjižnica romana Hrast Marije Rodziewiczówne (originalno Dewajtis, skupaj s Tinetom Debeljakom) in novel Andrea Delfin in Steklar iz Murana Paula Heyseja, v podlistkih pa še dela Selme Lagerlöf (Veseka koračnica, Družina 1929), Sigrid Undset (Oj pridite, pridite v Betlehem! Družina 1929), Henryja Bordeauxa (Pot v Roselande, Koledar goriške Mohorjeve družbe 1931), Władisława S. Reymonta (odlomek iz romana, Naš čolnič 1927), Leva N. Tolstoja (Skesani grešnik, Družina 1929).
Za reviji Mentor in Dom in svet je sestavil serijo literarnozgodovinskih utrinkov o Simonu Gregorčiču, v reviji Čas (1914) pa objavil del Bleiweisove korespondence. S secesijskimi ilustracijami in vinjetami v revijah (Naš čolnič) in almanahih (Goriška pratika) se uvršča med knjižne ilustratorje in opremljevalce.

## Ugankarstvo
Najbolj je poznan kot »oče slovenskega ugankarstva«. V zgodovino enigmatike se je zapisal s prvimi slovenskimi rebusi (»podobnicami«) in kriptogrami (»skrivalicami«) leta 1922, še posebej pa s prvo slovensko križanko (»križanico«) v Mladiki leta 1924, in tako z dodatkom slikovnosti nadgradil domačo tradicijo ugank v verzih. V Mladiki, Mladosti, Našem čolniču in Jaselcah je urejal nagradne (včasih pretežke) ugankarske rubrike in z ugankami polnil koledarje in pratike. 1931 je za knjigo Mohorjeve družbe Trdi orehi (COBISS) zbral 386 ljudskih ugank (bistroumne misli, zagonetna vprašanja, logične, igrive uganke; logogrifi, šarade, palindromi). Velja za ugankarskega teoretika (O zastavljanju ugank, 1925); za slovensko ugankarsko terminologijo (»zagoneten napis«, »prekotnična uganka«, »spremenitev«, »črkovnica«, »preštevalnica«) se je trudil z jezikoslovno pomočjo Antona Breznika.